# Bundesforum Katholische Seniorenarbeit
Das Bundesforum Katholische Seniorenarbeit (BfKS) ist eine Arbeitsgemeinschaft der Institutionen für Seniorenarbeit der deutschen Bistümer sowie der Diözesan-Altenwerke und Diözesan-Foren.
Das Bundesforum wurde 1957 gegründet als Katholisches Altenwerk Bundesarbeitsgemeinschaft, die heutige Bezeichnung wurde 2001 gewählt. Grundlage für die Arbeit ist eine am 11. Dezember 2006 von der Deutschen Bischofskonferenz erlassene Ordnung. Die Geschäftsführung liegt beim Sekretariat der Deutschen Bischofskonferenz, Bereich Pastoral in Bonn. Dem Bundesforum gehören zurzeit Referate und Fachstellen in 27 (Erz-)Diözesen sowie 12 Diözesanaltenforen bzw. -werke an.
Es dient der Vernetzung, Information und Projektentwicklung in der Pastoral der Dritten und Vierten Lebensphase und soll die Zusammenarbeit in den deutschen Bistümern fördern und koordinieren, um so die kirchliche Arbeit mit Älteren zur profilieren und die Selbsthilfe alter Menschen zu fördern. Dies betrifft die Themenstellungen Seelsorge, Bildung, Altenhilfe und Politik. 
Das Bundesforum wirkt mit an Katholiken- und Kirchentagen und beim Deutschen Seniorentag. Es ist Gründungsmitglied der 1989 gegründeten Bundesarbeitsgemeinschaft der Seniorenorganisationen (BAGSO).